# Alla bellezza dei margini
Alla bellezza dei margini è il sesto cd degli Yo Yo Mundi, pubblicato nel 2002.

## Tracce
1. Dio è triste
2. La casa del freddo
3. Uh-uh, Ah-ah (J'ai toujours faim de toi)
4. Alla bellezza dei margini
5. Quattro passi nell'ombra
6. Invano proteso in tuffo
7. Profumo
8. Monferinna 2006
9. Ambaradan (filastrocca degli esclusi e della vita che verrà)
10. La danza dei pesci spada
11. La voce delle onde

## Formazione

### Gruppo
- Paolo Enrico Archetti Maestri - voce, chitarra elettrica, chitarra acustica
- Andrea Cavalieri - basso elettrico, contrabbasso elettrico, cori
- Fabio Martino - fisarmonica, pianoforte, tastiere, Armonium, cori
- Eugenio Merico - batteria
- Fabrizio Barale - chitarra elettrica, chitarra acustica, cori

Altri musicisti
- Martina Marchiori - violoncello (1-4)
- Roberta Tuis - violino (1-4-8)
- Elio Rivagli - percussioni (1), tamburello (2), cembalo (5), batteria (7)
- Andrea Assandri - rullante (1)
- Beppe Quirici - chitarra acustica (1), basso acustico (10)
- Claudio Fossati - percussioni (3-9), rullante (10), timpano (10)
- Simona Sirina Carando - cori (3)
- Luca Olivieri - tastiera (5)
  - Tra parentesi il numero della traccia in cui è presente il musicista.